# Blumea timorensis
Blumea timorensis là một loài thực vật có hoa trong họ Cúc. Loài này được DC. ex Decne. mô tả khoa học đầu tiên năm 1834.